# Delray Beach International Tennis Championships 2000
Il Delray Beach International Tennis Championships 2000 è stato un torneo di tennis giocato sul cemento.
È stata l'8ª edizione del Delray Beach International Tennis Championships, che fa parte della categoria International Series nell'ambito dell'ATP Tour 2000.
Si è giocato al Delray Beach Tennis Center di Delray Beach in Florida, dal 28 febbraio al 6 marzo 2000.

## Campioni

### Singolare
Stefan Koubek ha battuto in finale  Álex Calatrava con il punteggio di 6–1, 4–6, 6–4

### Doppio
Brian MacPhie /  Nenad Zimonjić hanno battuto in finale  Joshua Eagle /  Andrew Florent con il punteggio di 7–5, 6–4